# 미소기촌
미소기촌(御祓村)은 에히메현 기타군에 설치된 촌이다. 